# Leo Bomfim
Leo Bomfim  (Ribeirão Preto, 9 de julho de 1907 — São Paulo, dezembro de 1963) foi um professor de matemática brasileiro.

## Vida
O insigne professor Leo Bomfim, filho do Sr. Guilherme Dei Vegni Neri e Gregoria Bomfim, nasceu  em um lugarejo perto de Ribeirão Preto que atualmente é conhecido por Bomfim Paulista. Fez seus estudos na própria cidade de Ribeirão Preto, estudando no famoso Colégio Arquiodicesano. Migrou para São Paulo e, na década de 1930, ingressou na Escola Politécnica, onde se obteve o grau de engenheiro civil, no ano de 1935.
Trabalhou em diversas escolas - na época denominadas ginásios - e cursos pré-vestibulares, onde passava aos seus alunos suas lições, principalmente a geometria. Homem de extrema bondade e de um enorme coração, ajudava a alunos que estavam com dificuldades financeiras, permitindo-lhes estudarem em seus estabelecimentos concedendo descontos. Neste mesmo período, mas precisamente em 1932, junto com futuro engenheiro Eduardo Celestino Rodrigues, fundaram o colégio Anglo-Latino, que deu origem ao renomado curso pré-vestibular Anglo Vestibulares, que está na ativa até hoje.
Foi convidado para ministrar aulas de mecânica racional e cálculo vetorial na Escola Politécnica. Sua trajetória na escola inicia-se em 1 de abril de 1938, quando obteve o cargo de segundo adjunto da respectiva cadeira. Em 1941, por decreto, torna-se primeiro adjunto, substituindo o famoso professor Lúcio Martins Rodrigues (catedrático). Por motivo de uma terrível doença, ficou impossibilitado de ministrar aulas, pedindo afastamento. Mas seu grande espírito empreendedor e por amar em demasia sua profissão, não ficou longe das escolas, tornando-se um empresário da educação, sendo proprietário de diversos estabelecimentos de ensino, entre eles o Ginásio Independência e Pan-Americano, entre outras.

## Obra
Escreveu inúmeros livros, mas que se perderam no tempo, tais como:
- Mathemáticas (1º,2º,3º,4º e 5º séries) editadas pela Editora Saraiva & Comp. (1937);
- Exercícios de Trigonometria editado pela Editora Saraiva & Comp. (1938);
- Cálculo Vetorial editado pela Editora Saraiva & Comp. (1939);

Observação: Estas obras fora reeditadas por outras editoras, tais como a Editora Técnico Científica que pertenceu ao Eduardo Celestino Rodrigues e pela Universidade Piratininga.